# Format tabloïd

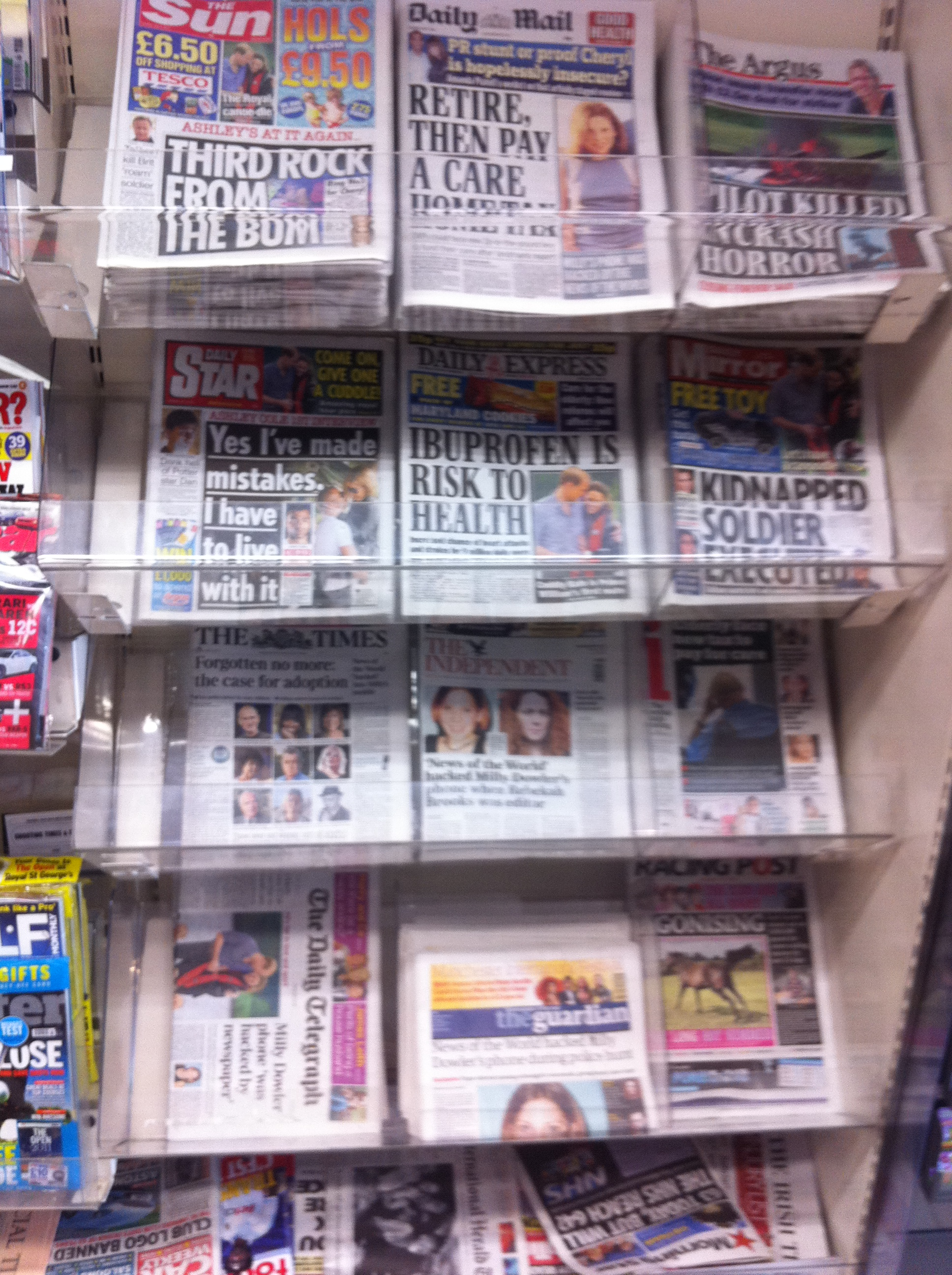
Différents journaux au format tabloïd chez un marchand de journaux britannique.

Le format tabloïd (ou tabloïde) est un format de journal d'origine britannique qui correspond à la moitié des dimensions d'un journal traditionnel. Son format plié est de 11 pouces × 17 pouces, soit 280 mm × 430 mm.

## Origines du terme
Le format est né en Grande-Bretagne, où il est longtemps réservé à la presse populaire à sensation, voire « de caniveau ». Le terme tabloid est d'abord un nom déposé en 1884, désignant un produit pharmaceutique sous forme de comprimé.

## Caractéristiques du format

Différents formats de journaux. Le format "tabloid" est en pointillés roses.

Pour des raisons pratiques et de coût de fabrication, de nombreux journaux traditionnels tels que The Independent et The Times, imprimés en grand format à l'origine, sont passés au format tabloïd au cours des années 2000. Pour se distinguer des journaux populaires, ces derniers préfèrent se définir comme des « compact newspapers ». Le format tabloïd a en effet pour avantages non seulement d'être plus aisément manipulable, mais aussi d'attirer davantage les jeunes lecteurs, avec un contenu souvent allégé,.
Le format fut popularisé au Royaume Uni par des quotidiens de catégorie presse people tels que The Sun, Daily Star et Daily Mirror.
Il prend son essor à l'étranger, notamment en France où il a longtemps été réservé aux titres de la presse gratuite tels que Metro et 20 minutes. Mais de nombreux quotidiens ont peu à peu adopté ce format. C'est le cas de Nice-Matin, La Charente libre, Libération, Le Parisien - Aujourd’hui en France, Havre Libre, La Montagne, Le Télégramme, La Nouvelle République du Centre-Ouest, Paris-Normandie, La Voix du Nord, L'Yonne républicaine, Le Journal du Centre et plus récemment de L'Équipe ou encore, La Croix et La Presse de la Manche (janvier 2018).
Au Québec, Le Journal de Montréal, Le Soleil, Le Journal de Québec, Le Nouvelliste, Le Droit ou La Tribune utilisent le format tabloïd, ainsi que les journaux de la presse gratuite et les journaux régionaux. En Belgique, le quotidien La Libre Belgique utilise également ce format et, en Algérie, Le Quotidien d'Oran.

## Sens figuré
Le terme « tabloid » désigne aussi en anglais, par métonymie, les premiers journaux à avoir utilisé ce format d'impression : les journaux à scandales et la presse people[réf. nécessaire]. Le terme est parfois repris en français dans ce sens figuré.